# Градска хала Мостонга
Градска хала Мостонга је вишенаменска дворана која се налази у Сомбору, граду на северозападу Србије. Један је од објеката у саставу Спортског центра Соко.
Објекат је изграђен 1971. године од добровољних прилога грађана и заузима површину од 5.000 квадратних метара. Делимично је реновиран 2005. године. Назив је добио по реци Мостонги, која извире у околини Сомбора.
У оквиру објекта налазе се:
- велика сала (46 x 29 м),
- помоћна сала (28 x 16 м),
- сала за борилачке спортове (20 x 12 м),
- мала сала (11 x 11 м),
- фитнес центар (15 x 7 м),
- сауна.

Велика сала поседује терен за кошарку, одбојку и рукомет, а може да прими 1.400 гледалаца. Помоћна сала има терен за кошарку и одбојку, уз капацитет од 300 гледалаца.